# Carlos Lozano de la Torre
Carlos Lozano de la Torre (Bakersfield, California, 9 de febrero de 1950) es un ingeniero industrial y político mexicano que se desempeñó como gobernador del Estado de Aguascalientes y es miembro del Partido Revolucionario Institucional, que ha ocupado entre otros cargos el de Senador por el mismo estado de 2006 a 2010.

## Biografía
Carlos Lozano de la Torre es Ingeniero Industrial Administrador egresado de la Universidad de Monterrey, tiene estudios sobre Planeación del Desarrollo, Desarrollo Industrial y Ciudades Nuevas en Inglaterra como becario del Gobierno mexicano. 
En tres periodos distintos ha ocupado el cargo de Secretario de Desarrollo Económico del gobierno de Aguascalientes, de 1974 a 1980 en el gobierno de José Refugio Esparza Reyes, siendo ratificado para el periodo de 1980 a 1986 por el gobernador Rodolfo Landeros Gallegos y nuevamente de 1992 a 1998 en el sexenio de Otto Granados Roldán, en este último año pasó con el mismo cargo de Secretario de Desarrollo Económico pero al gobierno del estado de Zacatecas por nombramiento de su gobernador, Ricardo Monreal Ávila, permaneciendo en el cargo hasta su renuncia en 2004, ese mismo año fue postulado candidato de la alianza del PRI, el PT y el PVEM a la presidencia municipal de Aguascalientes, no habiendo obtenido el triunfo.
De 2005 a 2007 se desempeñó como presidente estatal del PRI en Aguascalientes.
En 2006 fue postulado candidato al Senado en primera fórmula por la Alianza por México, quedando en segundo lugar en las preferencias electorales, le correspondió la curul de primera minoría para el periodo de 2006 a 2012, en el Senado desempeñó el cargo de presidente de la Comisión de Vivienda e integrantes de las de Comercio y Fomento Industrial, de Energía y de la Especial para determinar las causas del bajo financiamiento para el desarrollo y del elevado monto de la deuda pública y sus instrumentos.
El 15 de diciembre de 2009 solicitó y obtuvo licencia como senador a partir del 19 de enero de 2010, y ese mismo día anunció públicamente su intención de competir por la candidatura de su partido a la gubernatura en las elecciones de 2010.
El 12 de febrero fue postulado como candidato a la gubernatura; resultando electo en el proceso electoral del 4 de julio, recibiendo la constancia de mayoría y el nombramiento como gobernador electo el 11 de julio.